# Iker Fimbres
Fimbres  Ochoa est un nom espagnol. Le premier nom de famille, en général paternel, est Fimbres ; le second, en général maternel, souvent omis, est Ochoa.
Iker Jareth Fimbres Ochoa, né le 2 juin 2005 à Hermosillo au Mexique, est un footballeur mexicain qui évolue au poste de milieu de terrain au CF Monterrey.

## Biographie

### Carrière en club
Formé dans les catégories inférieures du CF Monterrey, Fimbres fait ses débuts avec le club le 19 août 2023 en Leagues Cup face à l'Union de Philadelphie, puis en première division mexicaine le 13 juillet 2024 lors d'un match contre Cruz Azul.
Le 20 octobre 2024, lors du Clásico Regiomontano face aux Tigres UANL, Fimbres inscrit ses deux premiers buts en professionnel, contribuant à la victoire 4-2 de son équipe. À 19 ans, il devient ainsi le plus jeune joueur de l'histoire des Rayados à réaliser un doublé dans ce derby.

### En sélection
Fimbres est international U20 avec le Mexique à partir de septembre 2024.

## Palmarès
CF Monterrey
- Championnat du Mexique :
  - Finaliste du Tournoi d'ouverture 2024.